# Žeranovice
Žeranovice jsou obec v okrese Kroměříž ve Zlínském kraji. Leží v podhůří Hostýnských hor na rozhraní Hané, Valašska a Slovácka. Žije zde 808 obyvatel.

## Historie
První písemná zmínka o obci pochází z roku 1297.

## Obyvatelstvo

### Struktura
Vývoj počtu obyvatel za celou obec i za jeho jednotlivé části uvádí tabulka níže, ve které se zobrazuje i příslušnost jednotlivých částí k obci či následné odtržení.
| Místní části   | Místní části    | 1869 | 1880 | 1890 | 1900 | 1910 | 1921 | 1930 | 1950 | 1961 | 1970 | 1980 | 1991 | 2001 | 2011 | 2021 |
| -------------- | --------------- | ---- | ---- | ---- | ---- | ---- | ---- | ---- | ---- | ---- | ---- | ---- | ---- | ---- | ---- | ---- |
| Počet obyvatel | část Žeranovice | 815  | 608  | 601  | 653  | 651  | 631  | 664  | 636  | 763  | 749  | 687  | 676  | 748  | 730  | 800  |
| Počet domů     | část Žeranovice | 128  | 106  | 111  | 117  | 124  | 127  | 140  | 152  | 166  | 174  | 187  | 230  | 243  | 255  | 281  |

## Obecní symboly
Znak a vlajka byly obci uděleny rozhodnutím předsedy Poslanecké sněmovny Parlamentu České republiky dne 26. listopadu 1999.
V červeno-modře polceném štítu je zlatý lev s červenou zbrojí a jazykem, který před sebou drží stříbrný rošt svatého Vavřince. Lev odkazuje k rodu Seilernů. Obecní symboly navrhl Jiří Louda.

## Pamětihodnosti
- Kostel svatého Vavřince
- Kříž v polích
- Socha svatého Josefa
- Socha svatého Vendelína
- Zámek Žeranovice
- Památník rodiny Potůčků, větrných mlynářů, na návrší u samoty Větřák

## Fotogalerie

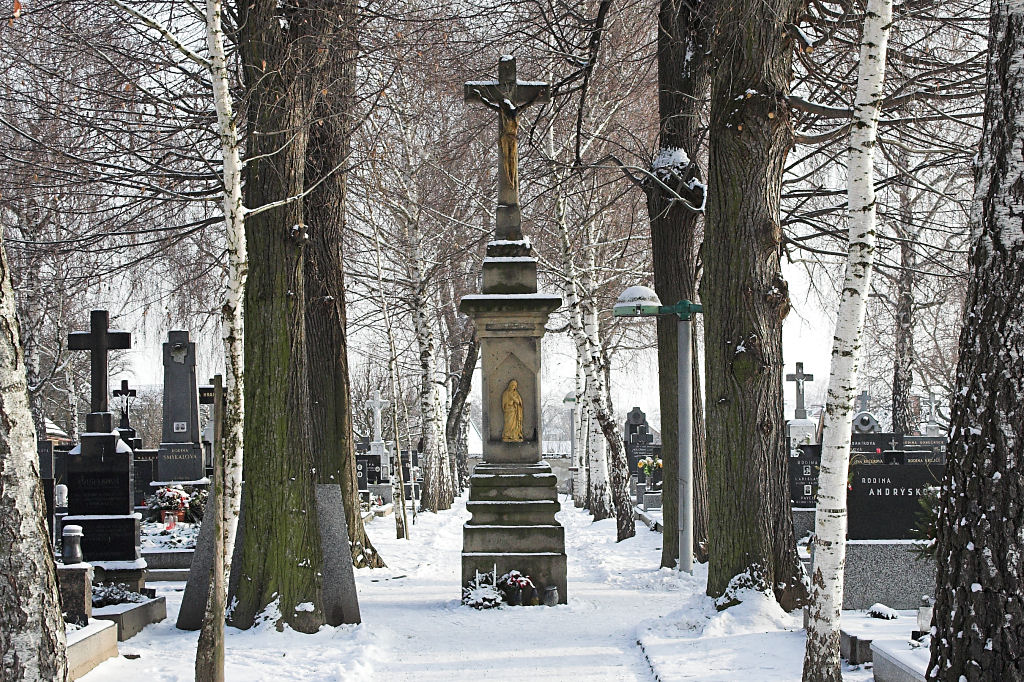
Krucifix na místním hřbitově
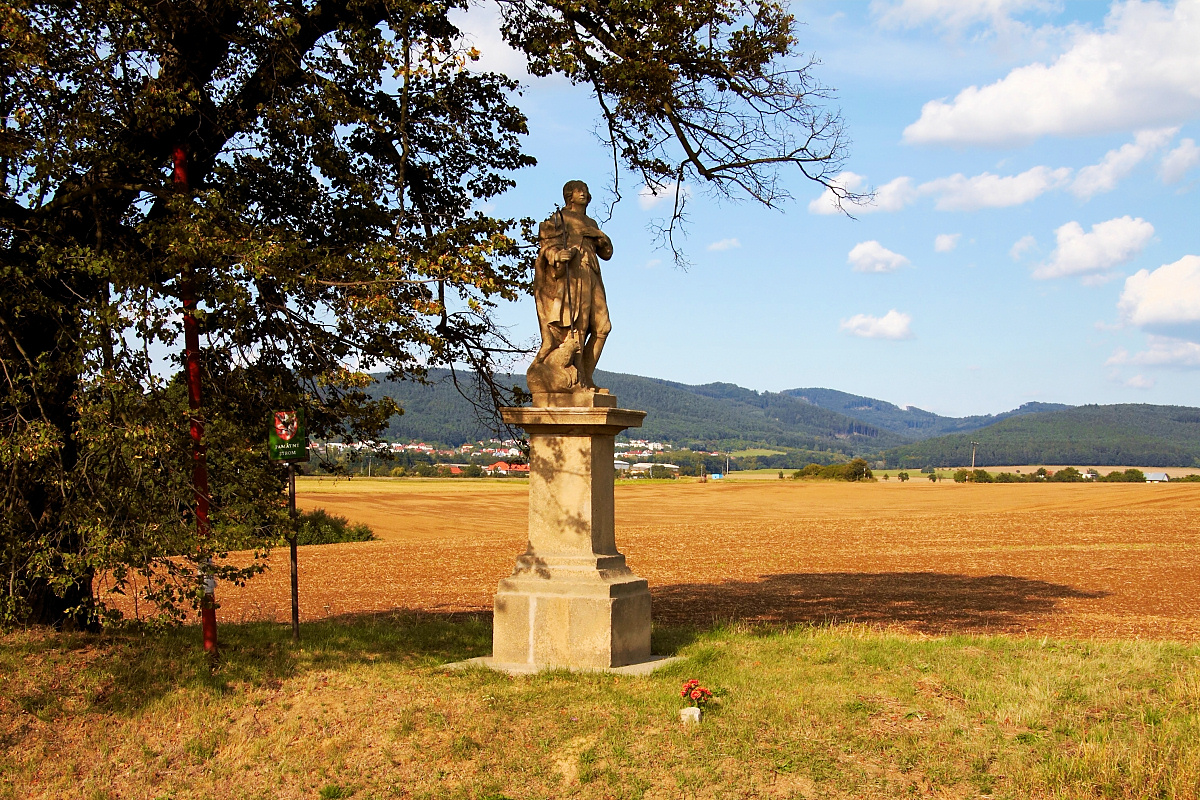
Socha svatého Vendelína
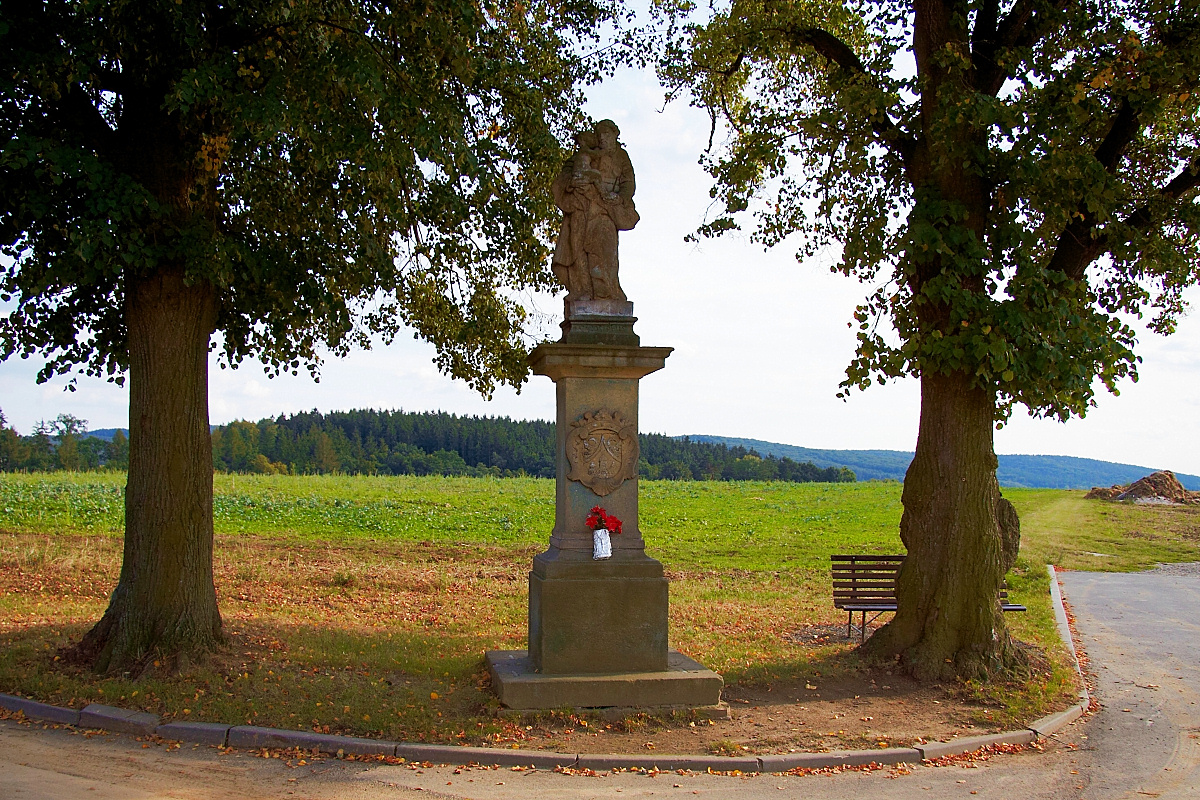
Socha svatého Josefa
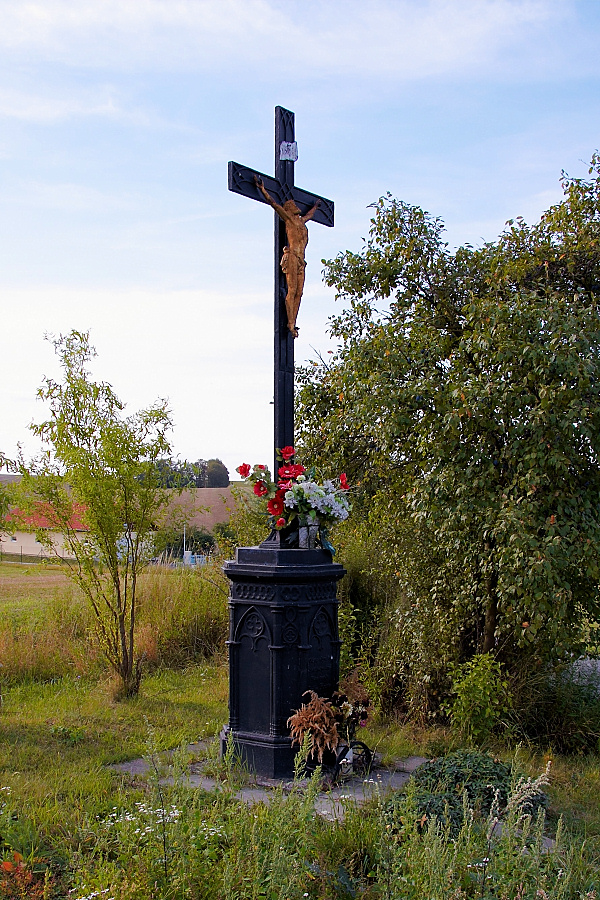
Kovový kříž
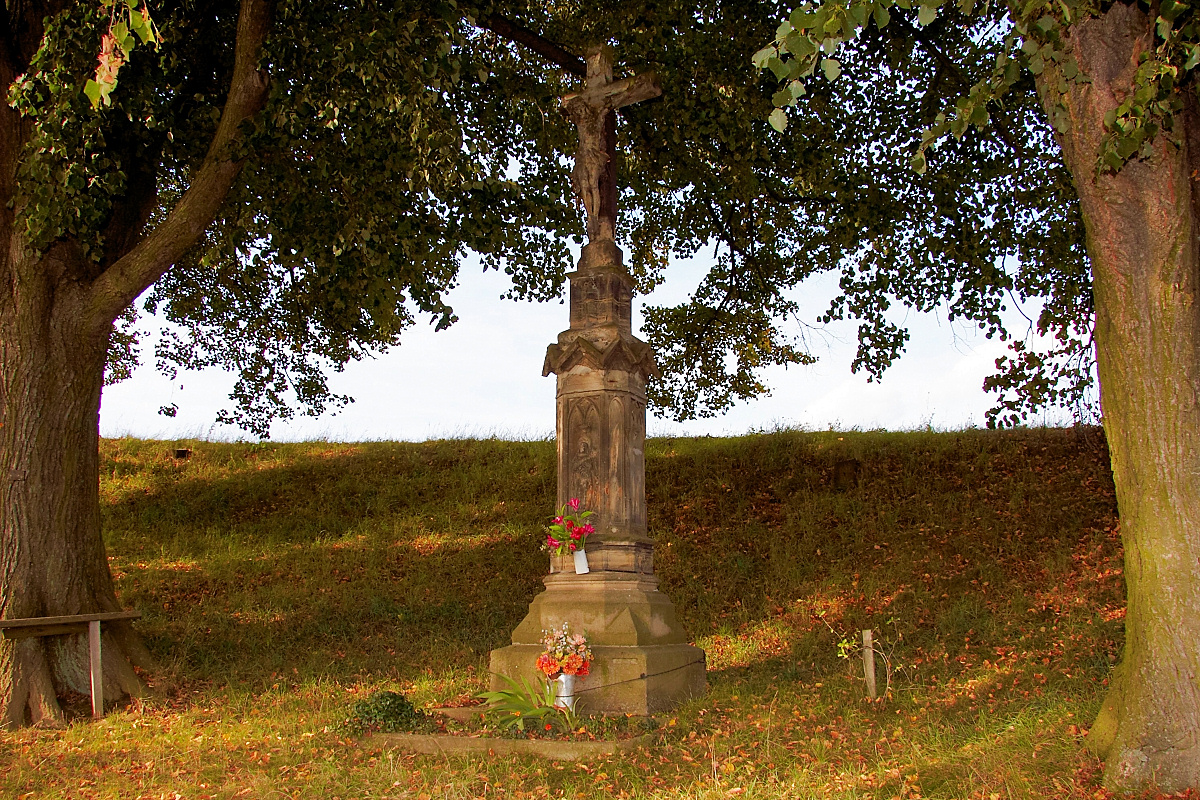
Fukalčin kříž
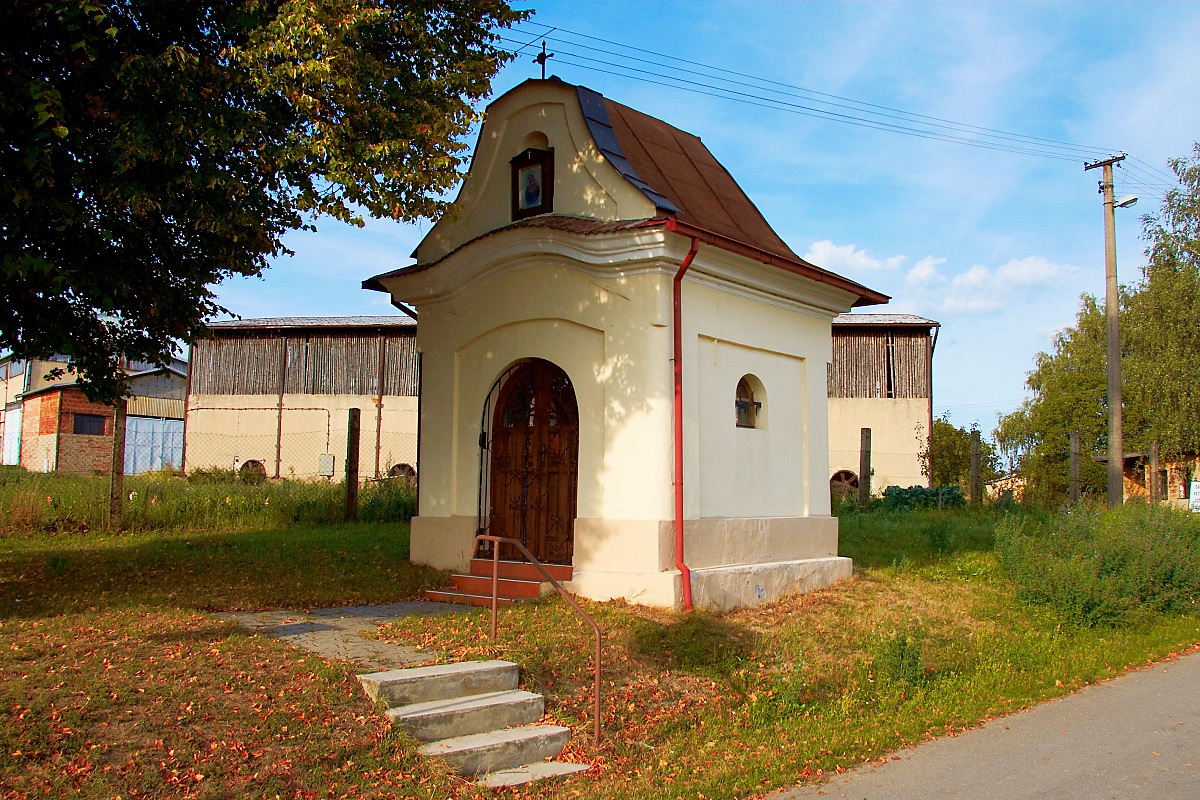
Kaple svatého Jana Nepomuckého
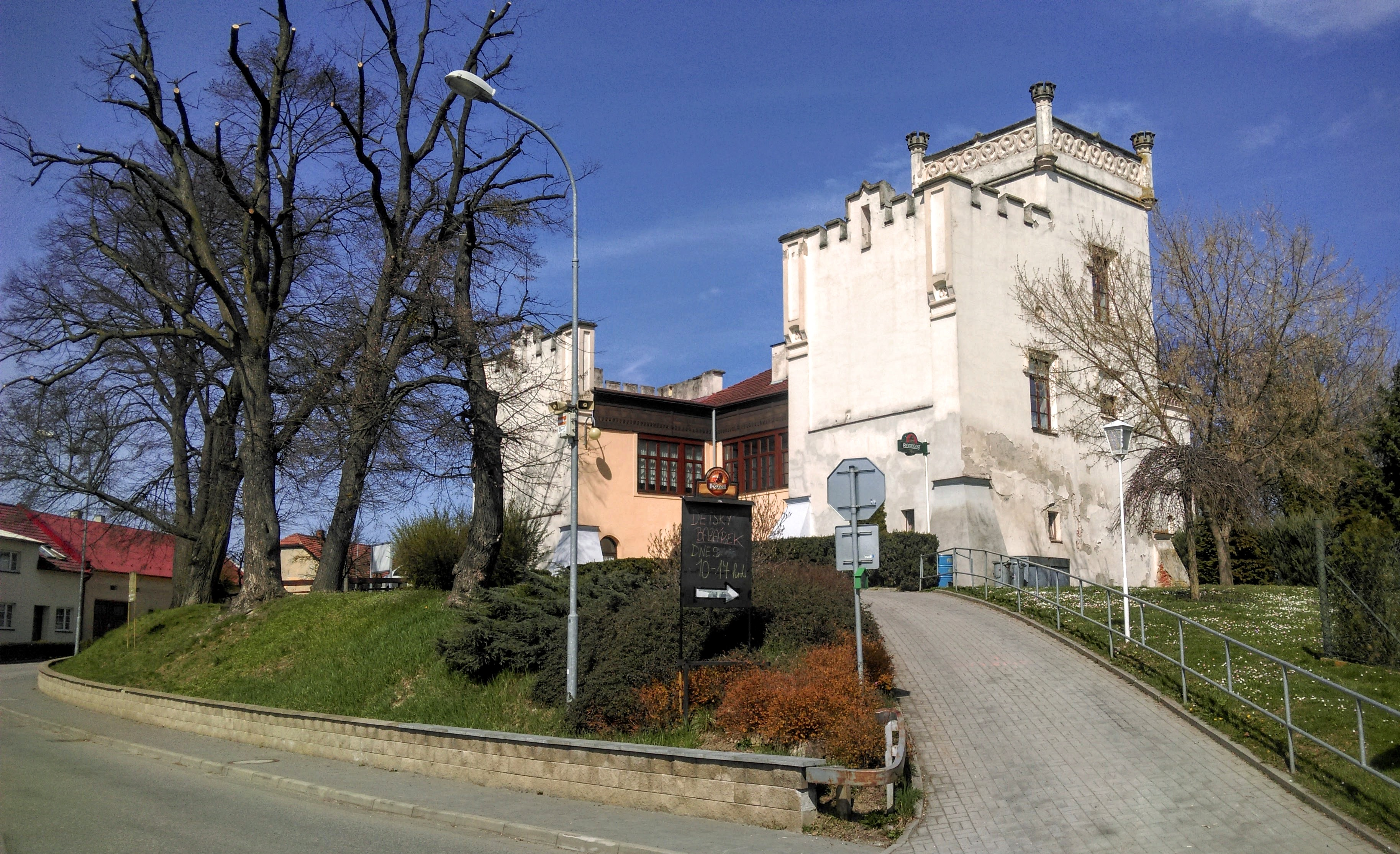
Zámek Žeranovice